# Фонд по охране исторических мест Новой Зеландии
Фо́нд по охра́не истори́ческих ме́ст Но́вой Зела́ндии (англ. New Zealand Historic Places Trust, маори Pouhere Taonga), NZHPT — новозеландский орган исполнительной власти, автономная Королевская организация, объединяющая около 20 000 членов, занимающихся вопросами защиты памятников культуры и архитектуры. Фонд был образован в 1954 году согласно требованиям Закона об исторических местах с целью «…содействия выявлению, охране, защите и сохранению историко-культурного наследия Новой Зеландии».
Управление фондом осуществляет Совет попечителей под руководством Шоны Кендердайн (англ. Shonagh Kenderdine) и Совет по наследию маори, возглавляемый сэром Туму Те Хеухеу. C 2001 по 2007 годы главой Фонда была Энн Салмонд. Штаб-квартира фонда находится в Веллингтоне, в здании Антрим. Региональные офисы фонда расположены в Керикери, Окленде, Тауранга, Веллингтоне, Крайстчерче и в Данидине. Финансирование Фонда осуществляет министерство культуры Новой Зеландии.
Ежеквартально фонд выпускает журнал New Zealand Heritage (рус. Наследие Новой Зеландии).
Фонду по охране исторических мест Новой Зеландии принадлежат здания миссии Керикери, каменного магазина и миссии Те Ваимате.

## Регистр
Фонд по охране исторических мест Новой Зеландии принимает заявки на включение объектов культурного и архитектурного наследия в регистр исторических мест. В этом регистре объекты культурного и архитектурного наследия подразделяются на:
- Исторические места (англ. Historic Places) — здания, мосты, мемориалы, укреплённые поселения маори, места археологических находок, кладбища, сады, места кораблекрушений и различные другие типы объектов.
- Исторические области (англ. Historic Areas) — группы связанных исторических мест, или области с большим количеством объектов культурного и архитектурного наследия, или культурный слой. Особое внимание уделяется взаимосвязи охраняемых объектов.
- Священные места маори (маори Wahi Tapu).
- Священные области маори (маори Wahi Tapu Areas) — группы священных мест маори.

Каждому объекту культурного и архитектурного наследия Фондом по охране исторических мест присваивается одна из двух категорий:
- Категория I — «…особенные или выдающиеся историческим или культурным значением объекты наследия».
- Категория II — «…объекты, имеющие историческую или культурную значимость или ценность».

По состоянию на конец октября 2014 года, в ведении Фонда по охране исторических мест Новой Зеландии находилось около 6000 объектов. Землетрясения в сентябре 2010 года и в феврале 2011 года нанесли серьёзный ущерб многим историческим зданиям в Крайстчерче и его окрестностях.

## Совет по наследию маори
Совет по наследию маори (англ. Māori Heritage Council, MHC) действует в рамках Фонда по охране исторических мест Новой Зеландии и расположен в том же здании в Веллингтоне. Он был основан в 1993 году согласно требованиям новой редакции Закона об исторических местах. Функциями Совета являются:
- защита и регистрация священных объектов маори (табу, тапу[англ.]) и священных областей.
- оказание помощи Фонду в развитии и отражении бикультурной точки зрения при осуществлении своих функций и полномочий.
- оказание содействия фанау (общинам)[англ.], хапу (кланам) и иви (племенам) в сохранении и управлении их объектами культурного и исторического наследия.
- рассмотрение рекомендаций в отношении археологических памятников.
- защита интересов Фонда по охране исторических мест Новой Зеландии в отношении культурного и исторического наследия маори[англ.] в обществе.

По состоянию на начало ноября 2014 года Джон Кларк (англ. John Clarke) был главой Совета по наследию маори.

## Объекты под охраной Фонда

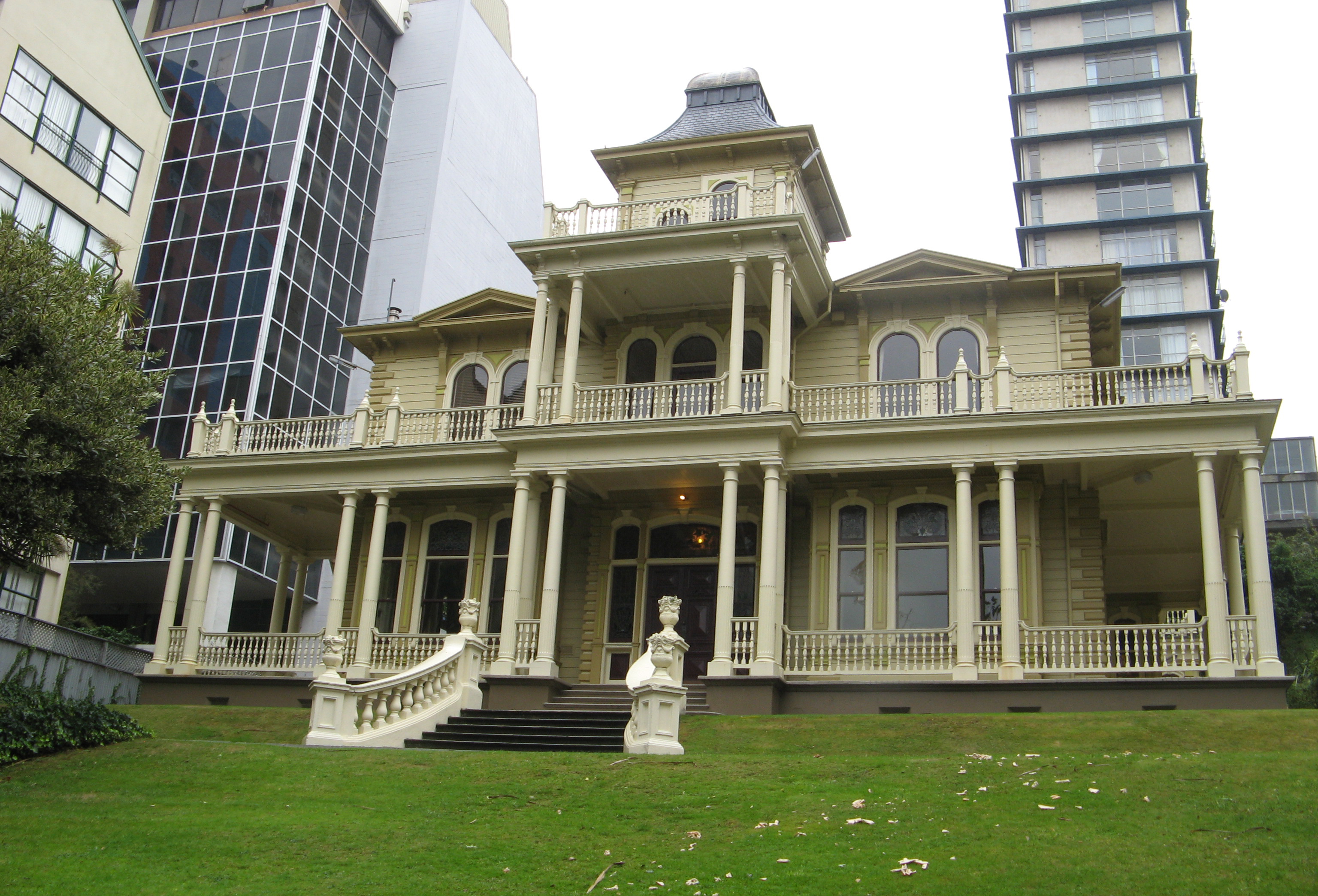
Антрим[англ.], Веллингтон
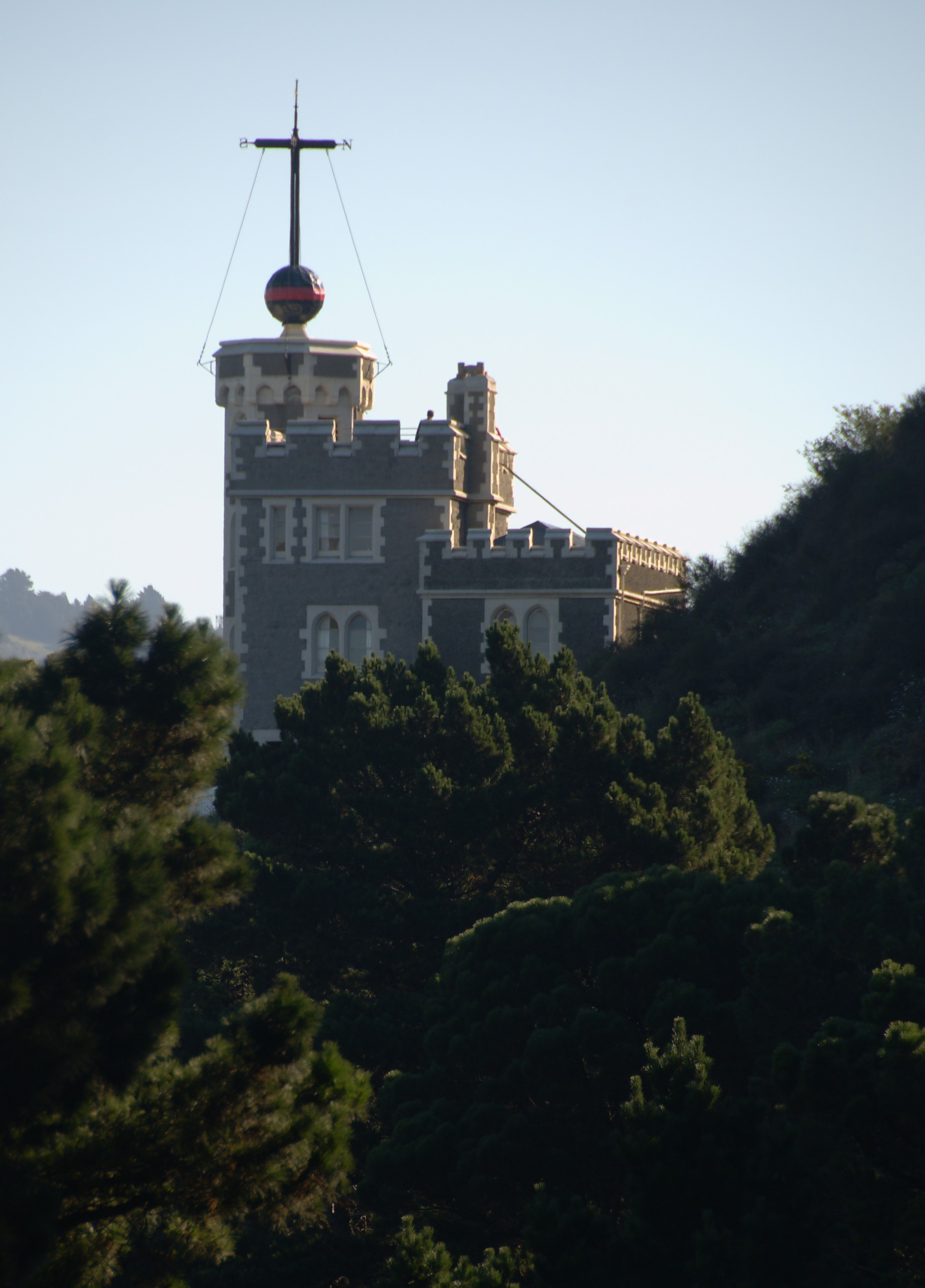
Литтелтонская хронометрическая станция, Литтелтон
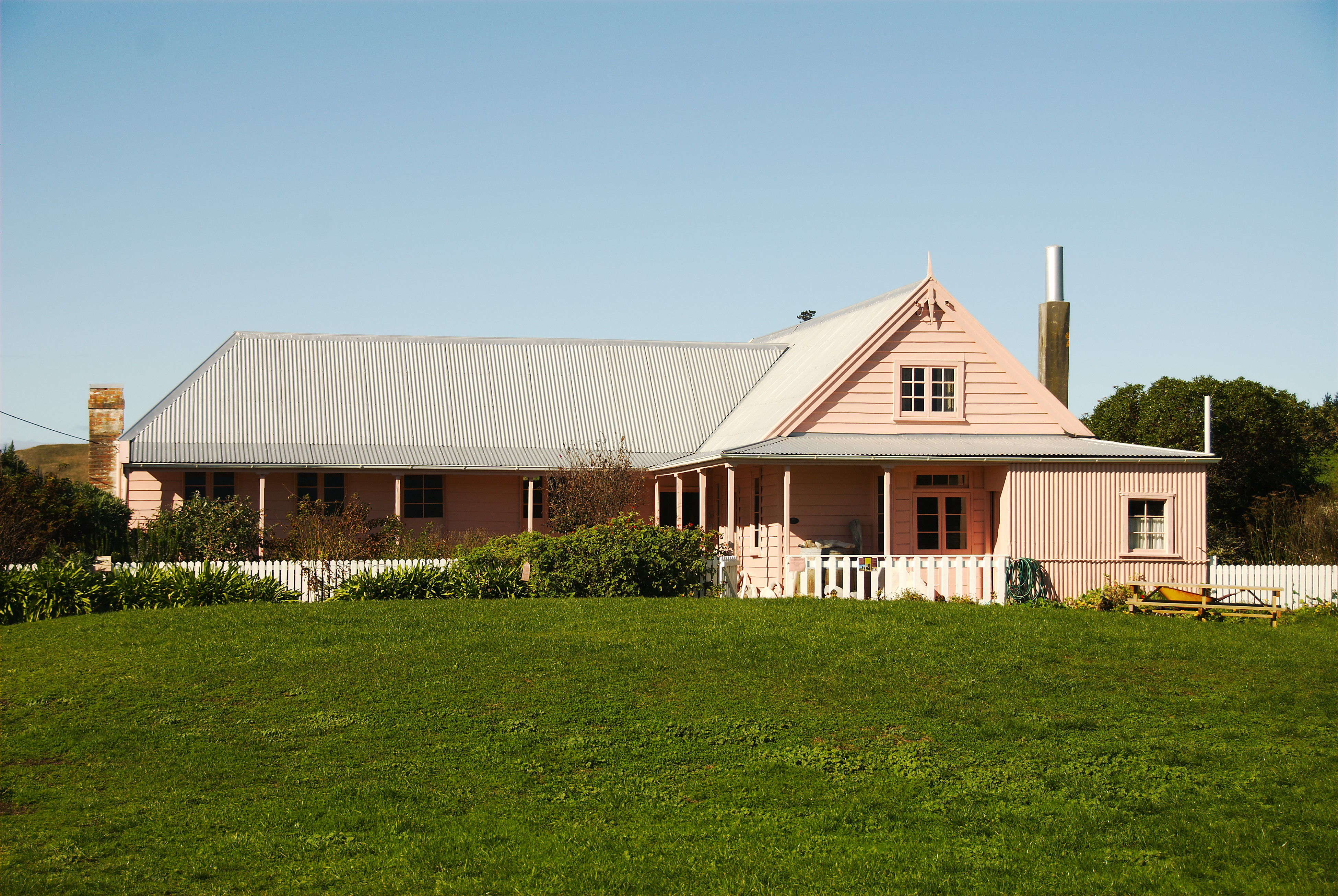
Дом семьи Файф (англ. Fyffe House), Каикоура
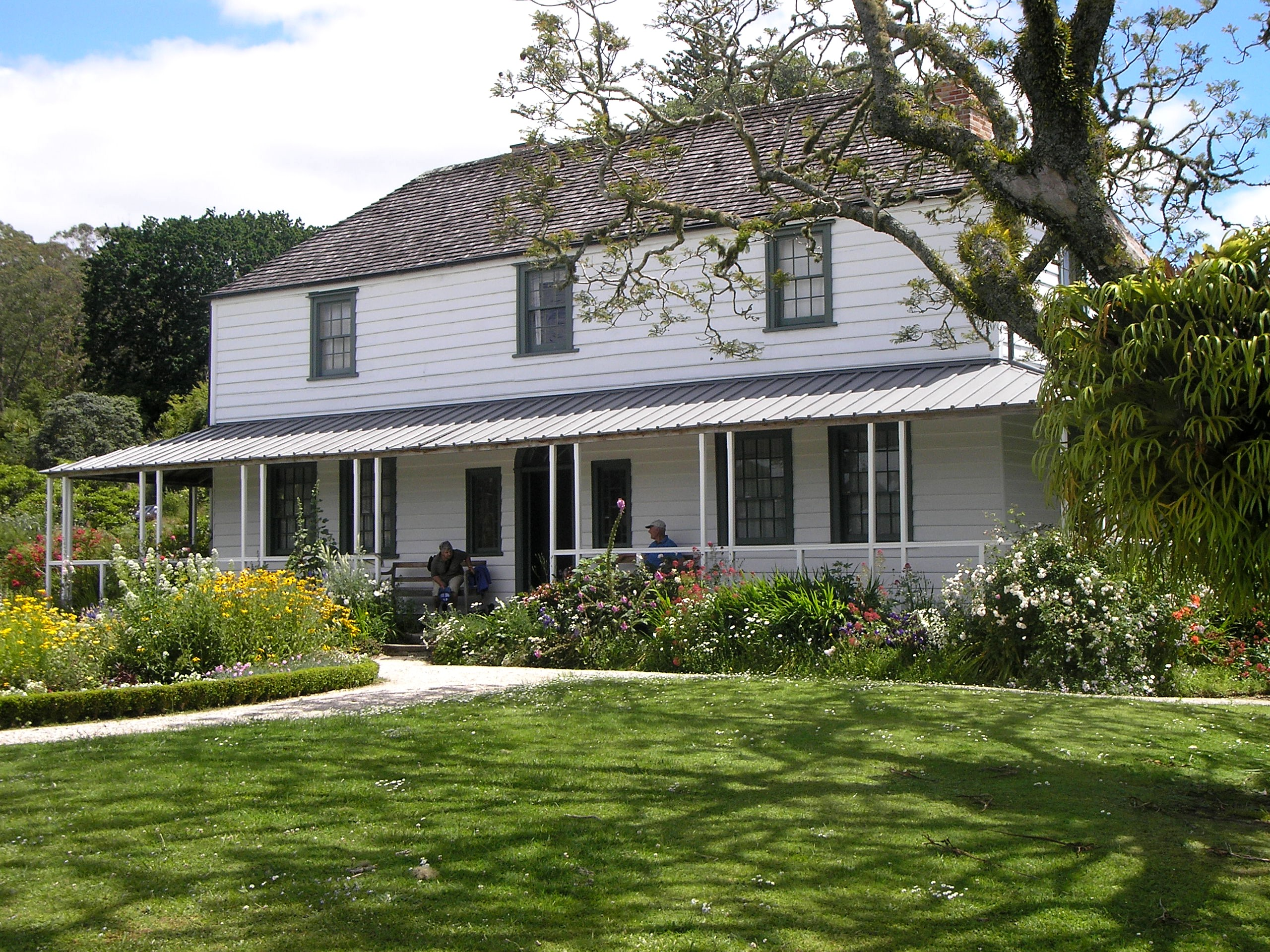
Здание миссии Керикери[англ.]
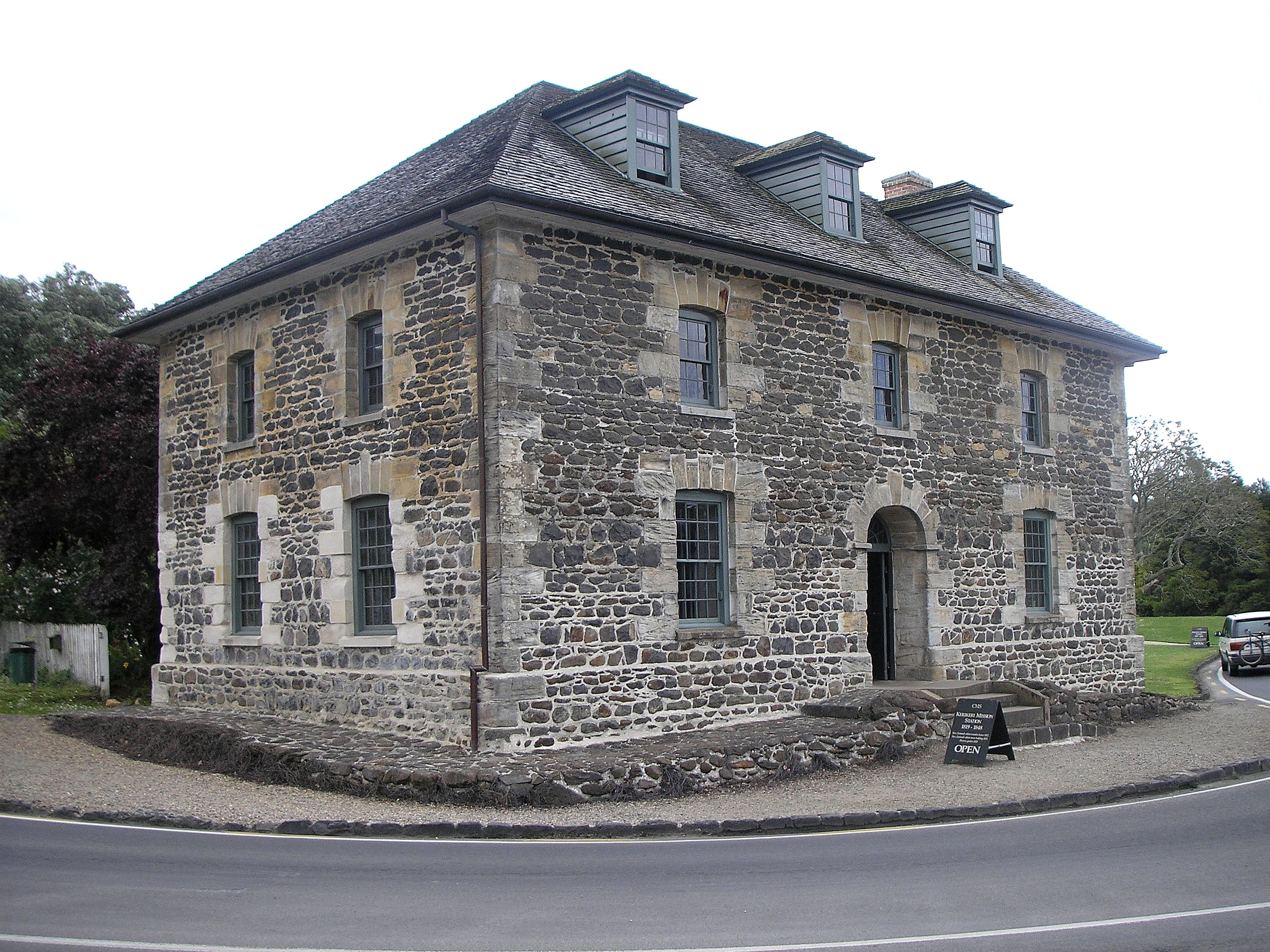
Каменный магазин[англ.], Керикери[англ.]
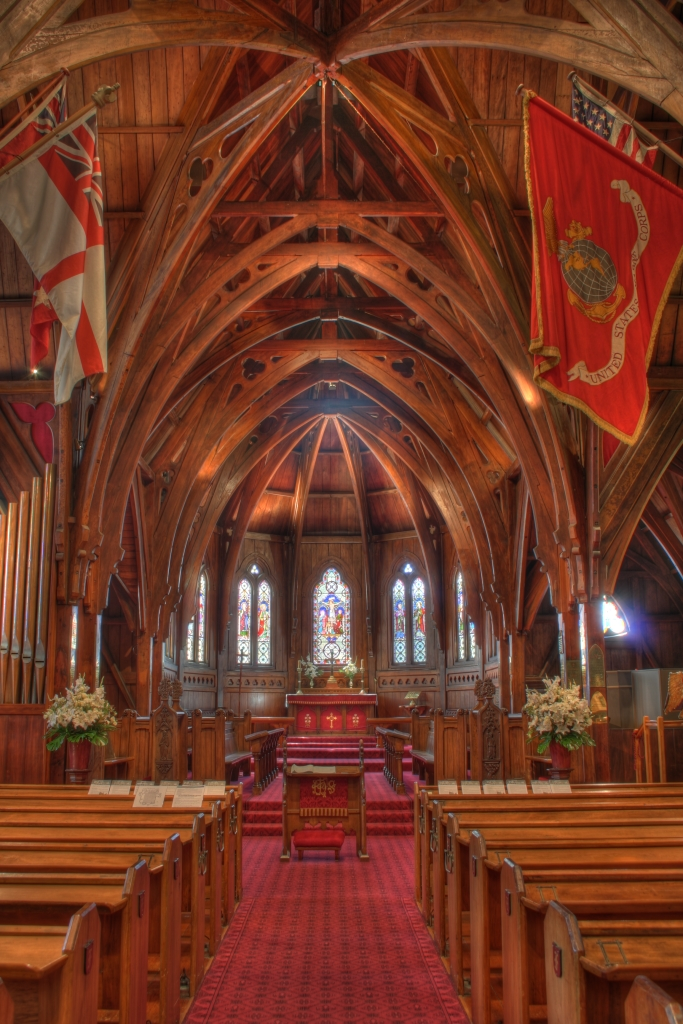
Старый собор святого Павла[англ.], Веллингтон
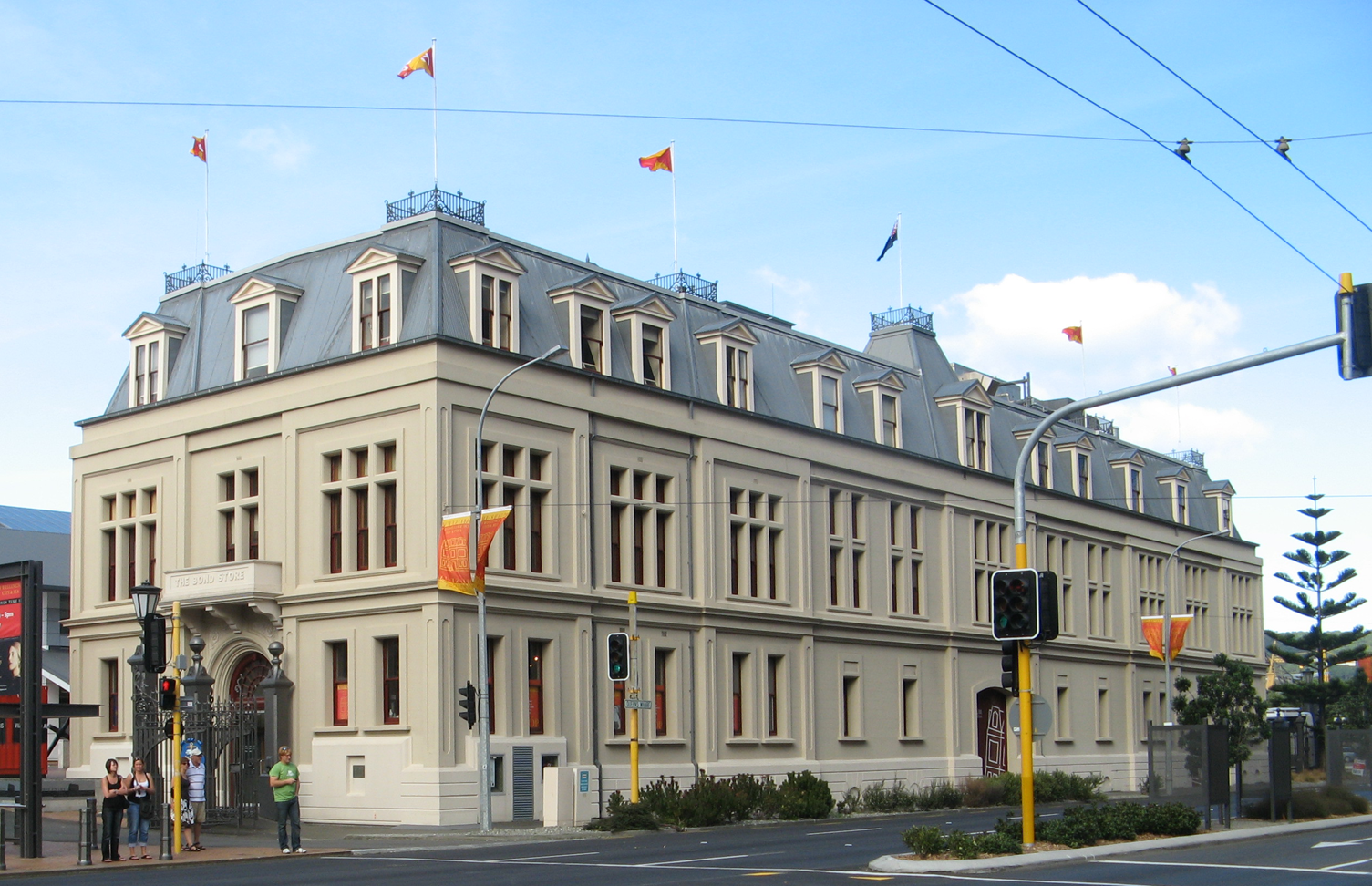
Здание Совета городской гавани Веллингтона и магазин Bond[англ.]
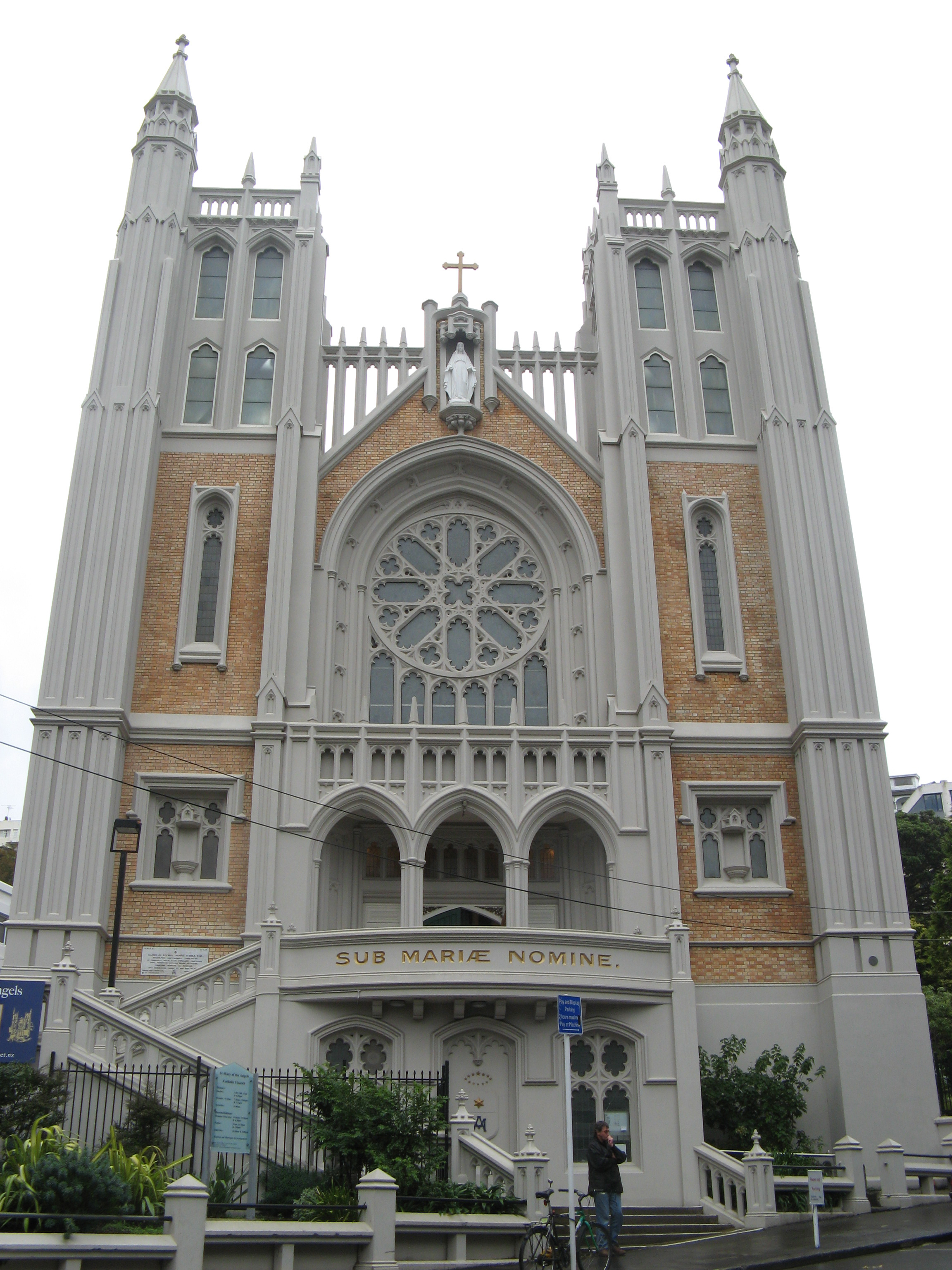
Церковь святой Марии Ангельской[англ.], Веллингтон
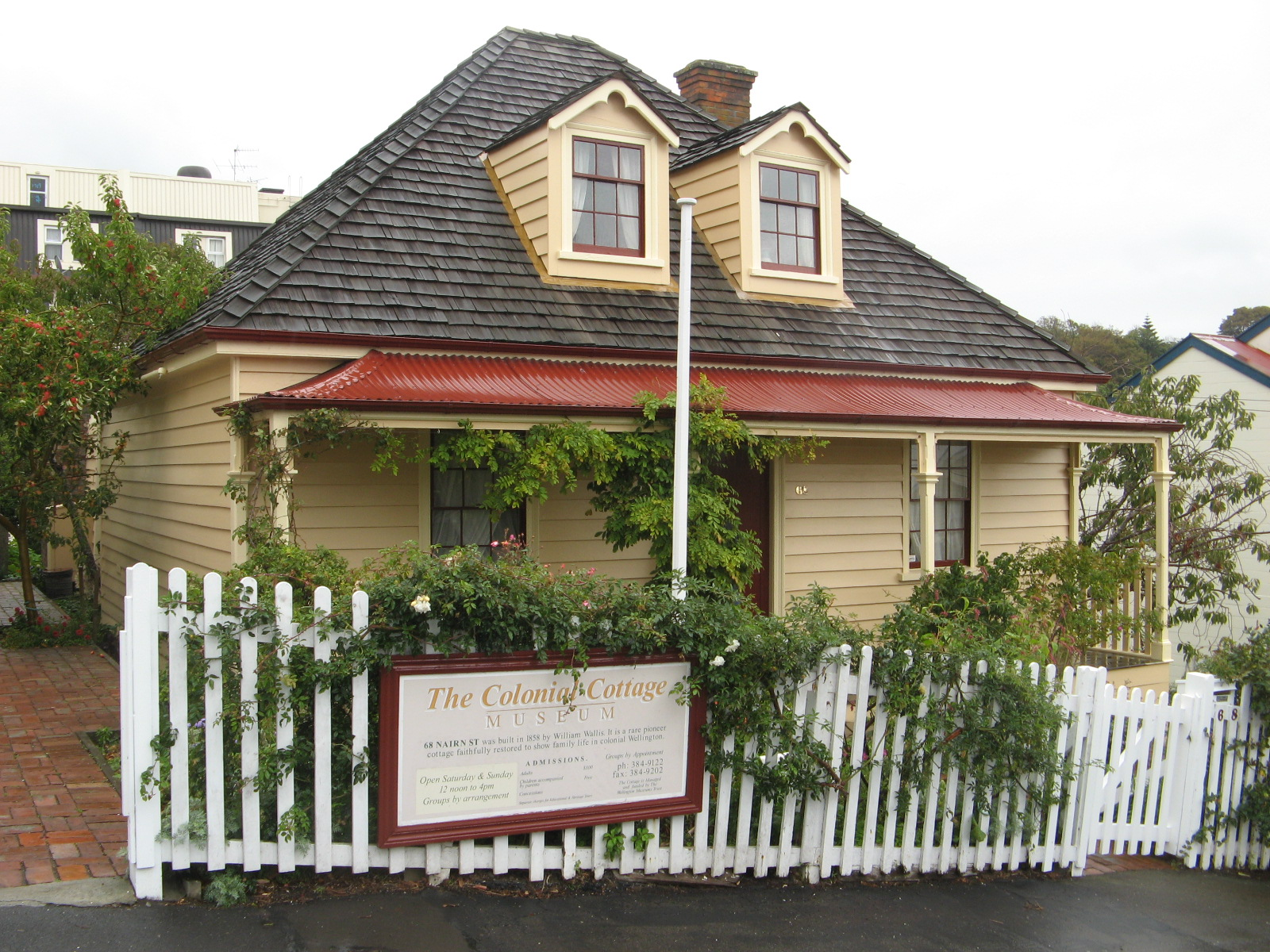
Музей колониального коттеджа[англ.], Веллингтон
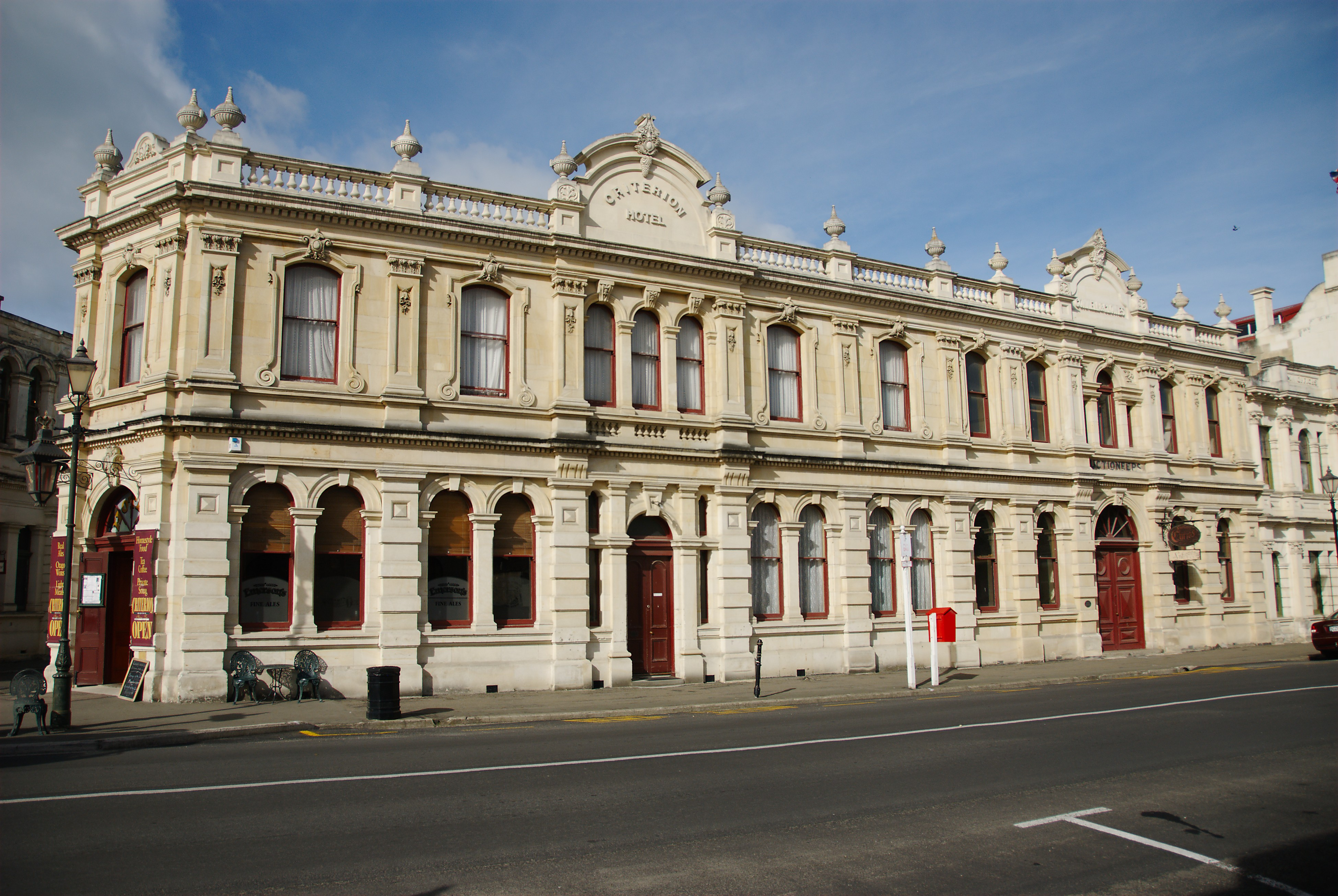
Отель Criterion, Оамару
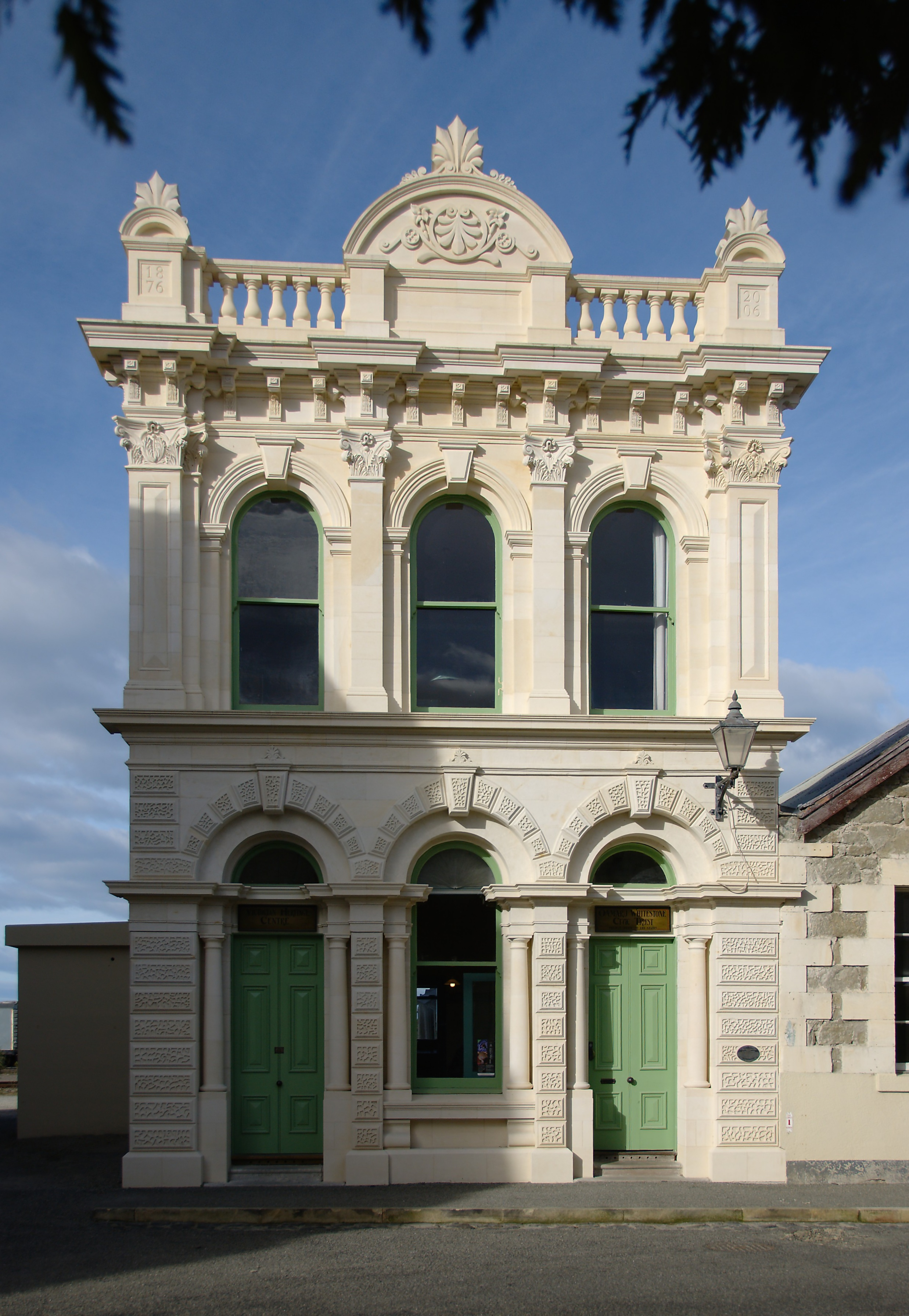
Старое здание Совета городской гавани, Оамару
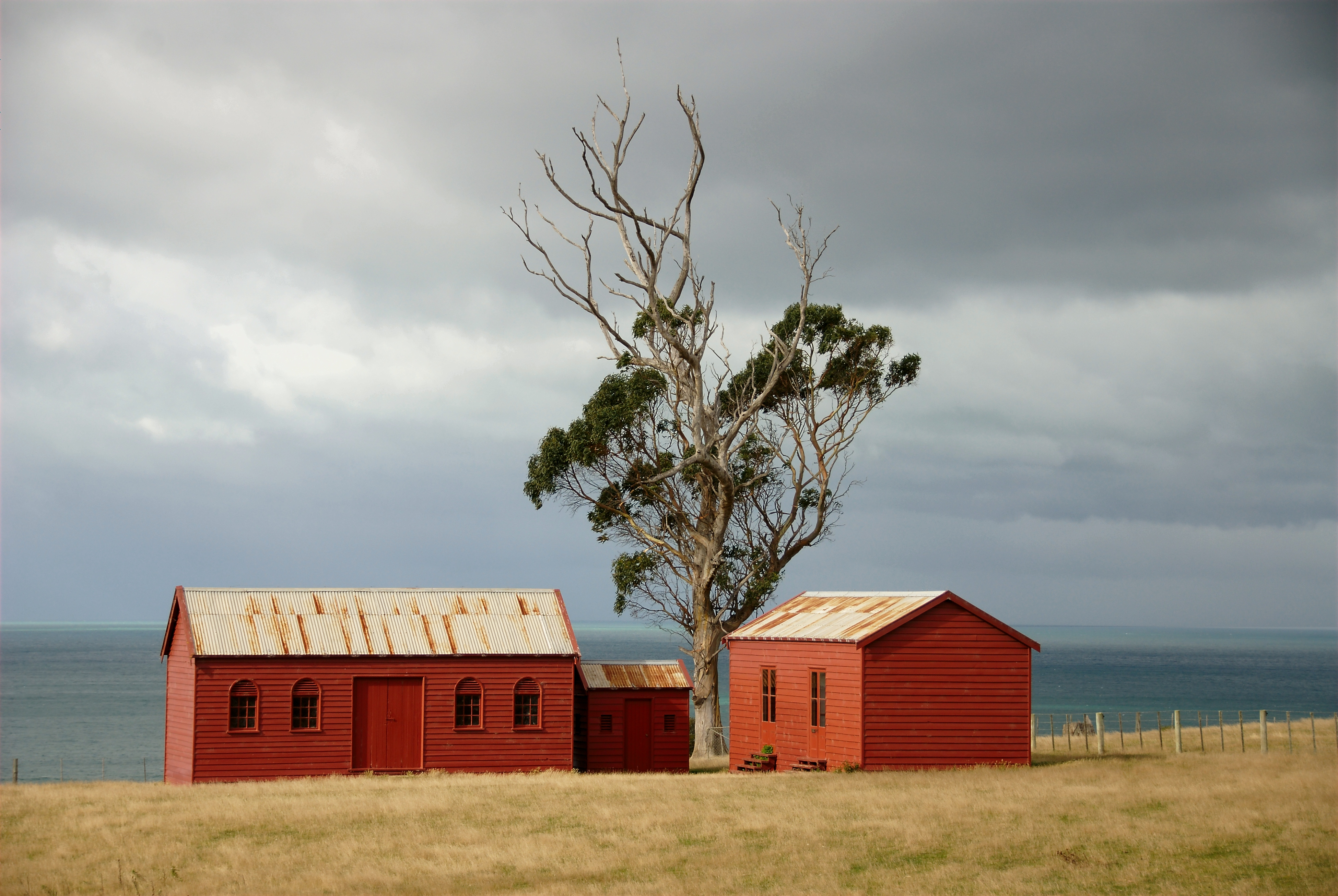
Зернохранилище, уборная и школа, Матанака[англ.], Отаго
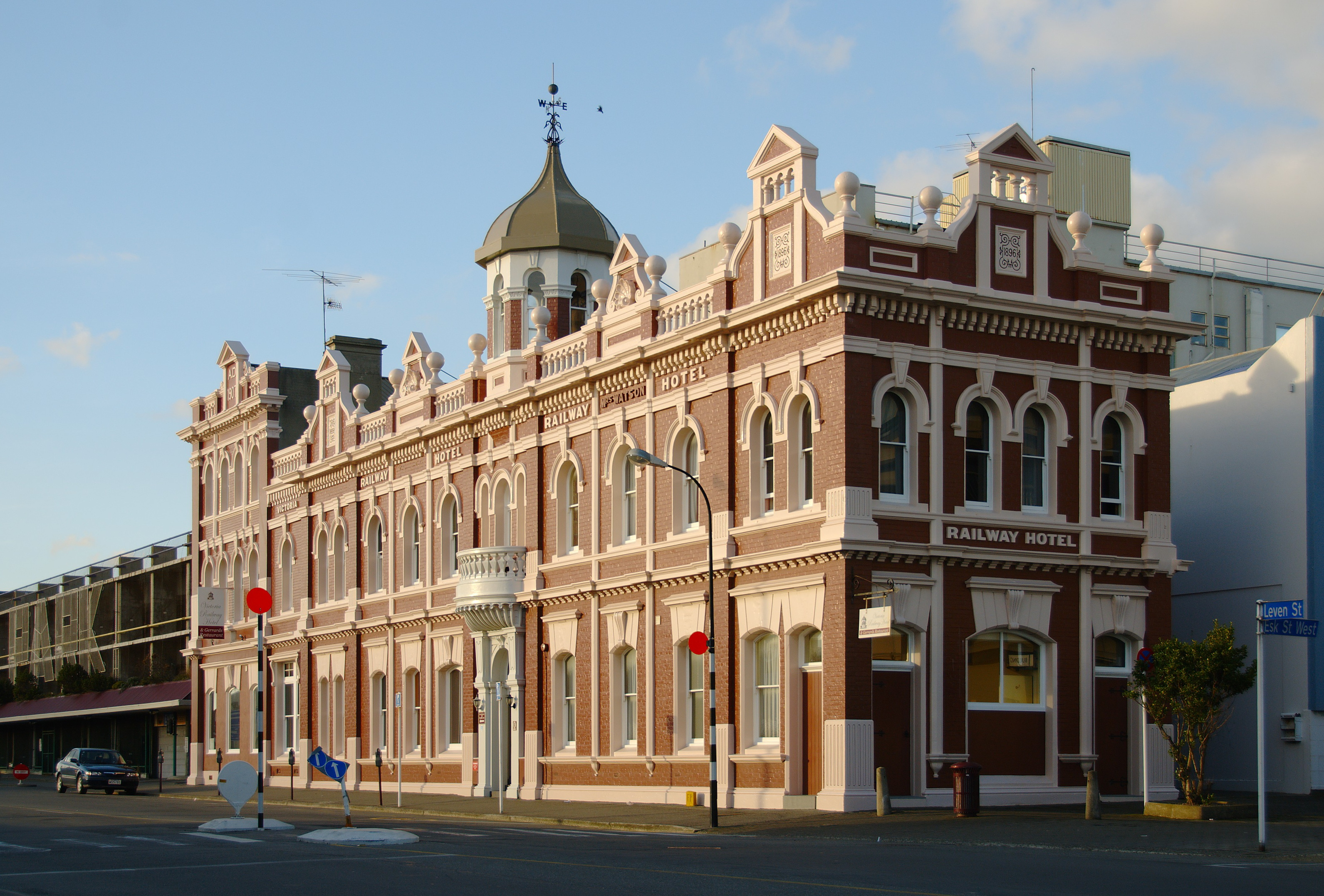
Отель Railway, Инверкаргилл
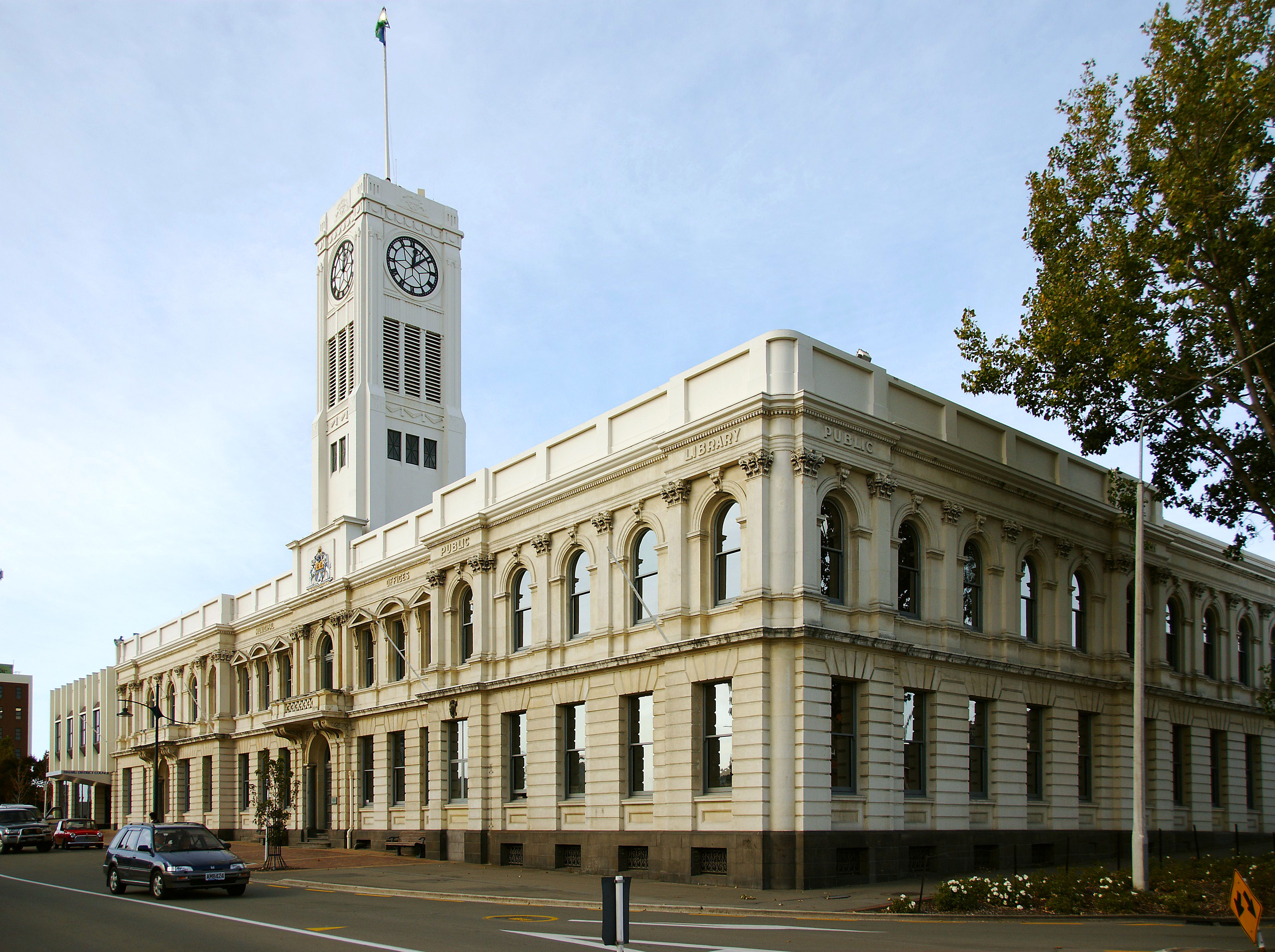
Муниципальные офисы и публичная библиотека, Тимару